# Arne Van Gelder
Arne Van Gelder (Leuven, 13 november 1997) is een Belgisch acro-gymnast. 

## Levensloop
In 2014 werd hij samen met Vincent Casse vierde op de wereldkampioenschappen in het Franse Levallois-Perret. In 2015 behaalde het duo goud op het EK in de 'allround' bij de 'heren duo' op het Duitse Riesa. Aldaar behaalden ze zilver in het onderdeel 'balans' en brons in het 'tempo'. Tevens wonnen ze dat jaar twee wereldbekermanches, waarmee ze de eerste plaats behaalde op de wereldranglijst. In 2016 behaalde het duo zilver op de WK in het Chinese Putian.
Zijn zus Julie is ook sportief actief. 